# Dalbergia congestiflora
Dalbergia congestiflora es una especie que pertenece a la familia Fabaceae, algunos de sus nombres comunes son camatillo o granadillo.

## Clasificación y descripción
Este es un árbol que puede medir entre 5-7 m, puede alcanzar los 10 m de alto. Las hojas miden entre 9-20 cm, los folíolos de 1,4-7,5 x 0,8-4,5 cm, glabros en el haz (carentes de pelos o pubescencias), estrigulosos en el envés (cubierto con algunos pelos que al tacto se sienten ásperos); presenta inflorescencias que miden 1-4 cm, flores sésiles, pequeñas, a veces con un pedicelo de 0,2 mm, flores 3-4 mm, de color blanco o crema, cáliz de 2-2,2 x 1,9-2 mm; la cara interna en la base del tubo de los estambres con un anillo de pelos; pistilo de 2,8-3 x 0,9  mm, pedicelo de 1 mm, ovario 1,6-1,7 y el estilo 0,1-0,2 mm, el pie pubescente, el estilo recto. El tipo de fruto de esta especie es una Legumbre, miden 3,3- 7 x 0,9-2,2 cm oblongos, glabros, estípite 10 mm de largo, con una semillas.

## Distribución y ambiente
Matorral xérofilo, selva baja caducifolia, bosque. Se encuentra a una altitud de 0-700 m s. n. m. México (Oaxaca, Morelos, Guerrero, Jalisco).

## Estado de conservación
Árboles maderables, valuadas por su decorativa figura y la fragancia de su madera, rica en aceites aromático. Esta especie tiene una categoría de especie en Peligro de Extinción (P) según la NOM-059-ECOL-2010.